# City Place I
City Place I ist der Name eines Wolkenkratzers in Hartford, Connecticut. Es ist 163,7 Meter (537 ft) hoch und somit das höchste Gebäude in Connecticut, nur knapp 3 Meter höher als der Travelers Tower (160,6 Meter). Es wurde nach 4 Jahren Bauzeit im Jahr 1984 fertiggestellt und von Skidmore, Owings and Merrill entworfen. Auf den unteren Geschossen findet sich vereinzelt Einzelhandel, die Mehrheit wird allerdings als Bürofläche benutzt. Das Gebäude ist Teil des City Place-Komplexes, zu welchem auch der City Place II zählt, ein 18-stöckiges Bürogebäude, welches im Jahr 1989 fertiggestellt wurde.
Am 2. April 2012 kaufte das Unternehmen CommonWealth REIT das Gebäude für 99 Mio. US-$ vom ehemaligen Eigentümer und Namensgeber CityPlace LLC.